# Поход Алексея Чудинова на чукчей 1702 года
Поход Алексея Чудинова на чукчей 1702 года — военная экспедиция русских казаков и союзных им юкагиров и коряков против чукчей в апреле—июне 1702 года, с целью покарать их за набеги на русских и подвластные им народы. Русские нанесли чукчам большие потери, но серьёзных стратегических успехов не добились, и под натиском превосходящих сил противника были вынуждены отступить с населённых чукчами территорий.

## Предыстория
Расширяя свои сибирские владения, русские во второй половине XVII века столкнулись с чукчами, которые были не только гордым и воинственным народом, но и местными экспансионерами, и совершали набеги на соседние народы, в том числе и принявшие русское подданство. Желание русских усмирить и объясачить чукчей привело к русско-чукотским войнам. Поначалу противостояние ограничивалось небольшими стычками. Чукчи убивали сборщиков ясака и русских промышленников и совершали набеги на недавно покоренных русскими и принявших русское подданство юкагиров. Русские организовали против них несколько небольших экспедиций, закончившихся безрезультатно. В 1701 году ясачные юкагиры Ходынского рода Некраско обратились к анадырьскому приказчику сыну боярскому Григорию Чернышевскому с просьбой о защите от чукотских набегов. Чернышевский подошёл к чукотской проблеме более серьёзно и снарядил для похода на чукчей большой по местным мерками отряд из 24 русских (служилых, промышленников и жителей Анадырьска) и 110 юкагиров и коряков под командованием казака Алексея Чудинова. Целью похода было признание чукчами русского подданства, уплата ими ясака и прекращение набегов.

## Военные действия
Отряд Чудинова выступил из Анадырска в апреле 1702 года. Дойдя до «Анадырьского моря» (возможно, Анадырьского залива), казаки увидели поселение «пеших» (скорее всего, оседлых, чукчей). Казаки потребовали от них уплатить ясак и, после того, как чукчи отказались, атаковали их и уничтожили поселение. Казаки разорили 13 «юрт» (скорее всего, яранг) и убили 10 мужчин, а их жен и детей взяли в плен. Согласно своему героическому эпосу, чукчи предпочитали смерть плену, считавшемуся позором: пленные женщины и дети закалывали друг друга ножами и кончали с собой, удавливаясь.
Однако некоторому количеству мужчин удалось спастись бегством и они известили другие стойбища. Узнав о случившемся, чукчи собрали большие силы и сами атаковали врага. Вскоре отряд Чудинова столкнулся с 300 чукчей. В произошедшем сражении русские силы одержали над ними решительную победу, убив 200 из них. О потерях с русской стороны в этих двух столкновениях ничего не известно, скорее всего, их не было.
Однако уже на следующий день отряд Чудинова был окружен огромными силами чукчей. По свидетельствам некоторых участников похода, их было 3000, однако эта цифра выглядит весьма сомнительной, возможно, казаки сознательно её преувеличили, чтобы оправдать свои не слишком успешные действия. В любом случае чукчей было очень много и они значительно превосходили по численности противника. Произошло тяжелое сражение, которое длилось целый день. Русские убили многих чукчей (точные данные неизвестны), но и отряд Чудинова понес ощутимые потери. По одной версии, русские и юкагиры потеряли 70 человек ранеными, по другой — раненых было всего 10. Так или иначе, казаки и их союзники были вынуждены прекратить продвижение и «сесть в осаду». По-видимому, они соорудили вагенбург из саней или иное полевое укрепление. Осада продолжалась 5 дней. В конце концов осажденные поняли, что находятся в крайне невыгодном положении и бежали в Анадырск. Скорее всего, им пришлось прорываться с боем, но никаких подробностей об этом последнем сражении не известно. Всего поход продолжался 8 недель.

## Потери
Чукчи потеряли убитыми как минимум 210 человек (10 было убито при разорении стойбища и 200 в последующем сражении). Однако очевидно, что их потери были значительно больше, так как многие погибли в финальной битве. При небольшой численности народа такие потери были очень значительны и тяжелы.
О потерях русских и их союзников точных данных не имеется. Есть сообщения только о том, что в главном сражении они потеряли, как говорилось выше, то ли 10, то ли 70 человек ранеными. Такой разброс в цифрах вызывает большие сомнения в их достоверности. Смущает также и отсутствие информации об убитых. Конечно, если раненых было только 10, то убитых вполне могло не быть вовсе. Однако, если ранено было 70 человек (больше половины отряда), то логично предполагать, что при этом имелись и убитые. Таким образом, оценить реальные потери русских и понять, насколько дорого им обошёлся этот поход, не представляется возможным.

## Итоги
Хотя русские и нанесли чукчам тяжелые потери, поставленных целей они не добились. Чукчи так и не приняли русское подданство и не стали платить ясак, а набеги на юкагиров и коряков продолжались. Таким образом чукчи отстояли свою независимость. Впервые в истории освоения Сибири такой большой по местным меркам русский отряд не смог добиться поставленных целей. Это наглядно продемонстрировало военную мощь чукчей. В ходе боевых действий проявилась хорошая слаженность между различными группами народа: только благодаря ей они после разгрома одного стойбища смогли быстро и оперативно собрать огромное войско.